# Marcelle Bergerol
Marcelle Bergerol (Marcelle Cahen, de soltera), fue una artista pintora francesa nacida el 17 de febrero de 1901 en París y fallecida el 1 de marzo de 1989 en Boulogne-Billancourt.

## Datos biográficos
Después de tomar cursos de dibujo antes de alcanzar la adolescencia, fue alumna de Edmond Heuzé. Pintora figurativa, su nombre permanece unido a la ciudad de Quercy que comenzó a frecuentar en los años 20. Ahí conoció en Souillac, en 1928, a quien sería su esposo, André Baptiste Bergerol, que estaba de vacaciones en su residencia familiar (denominada Blazy). Aunque miembro protagonista de la Sociedad de las Artes de Quercy, su obra se compone igualmente de representaciones de la ciudad de París, de retratos, de naturalezas muertas, de paisajes de España, de Marruecos y de Bretaña.
Tiene numerosas telas que recuerdan el estilo del pintor Albert Marquet a quien admiraba por su talento como dibujante y como colorista. Fue influida también por otros pintores post-impresionistas y muy  particularmente por Paul Cézanne.
En 1929, expuso en la Galería Armand Drouant las telas Estudio de mujer roja, La Isla Tudy, Los viejas rampas, Crisantemos así como cuadros de París tales como Place du Carrousel o El Puente de Arcole.

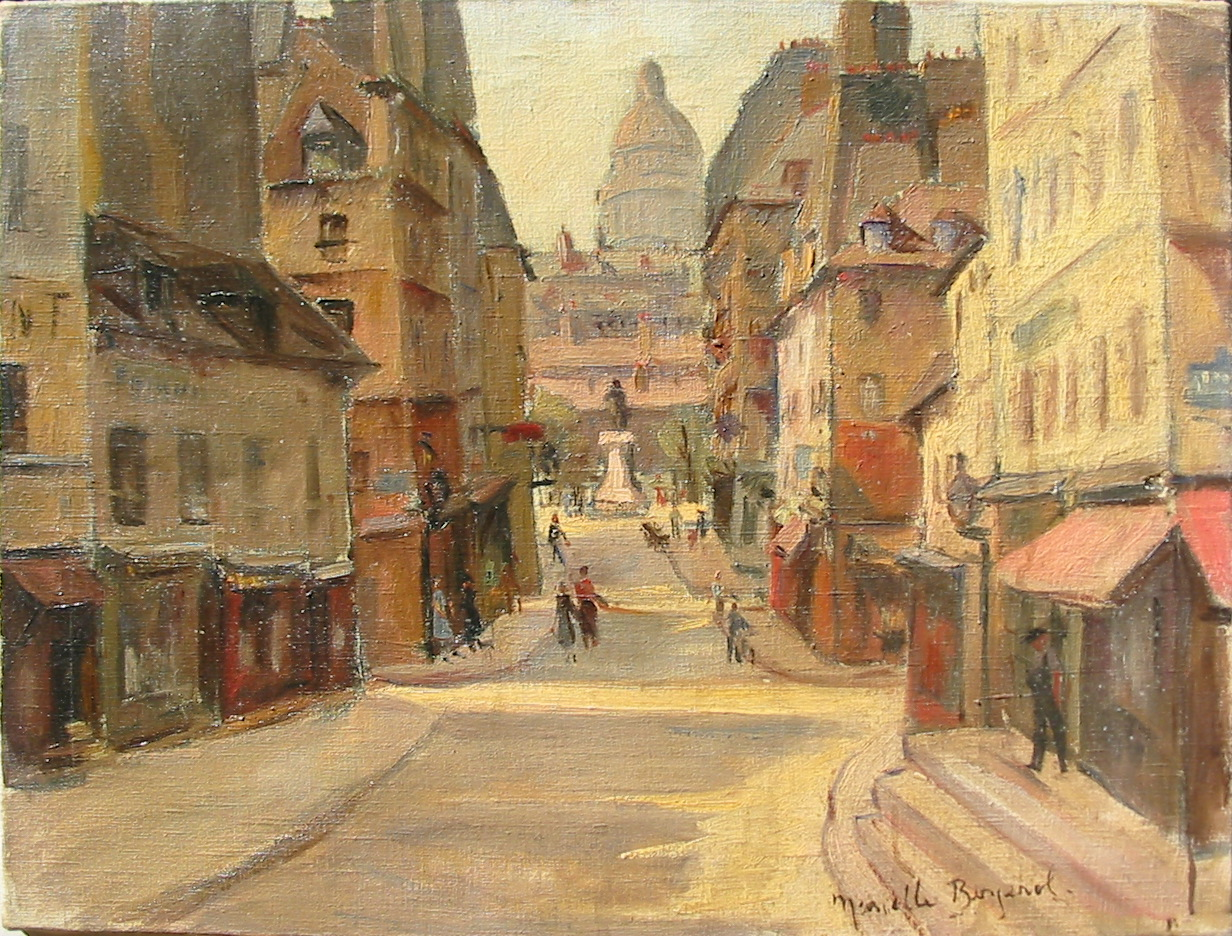
Calle hacia el Sagrado Corazón en Montmartre, París - Aceite sobre tela

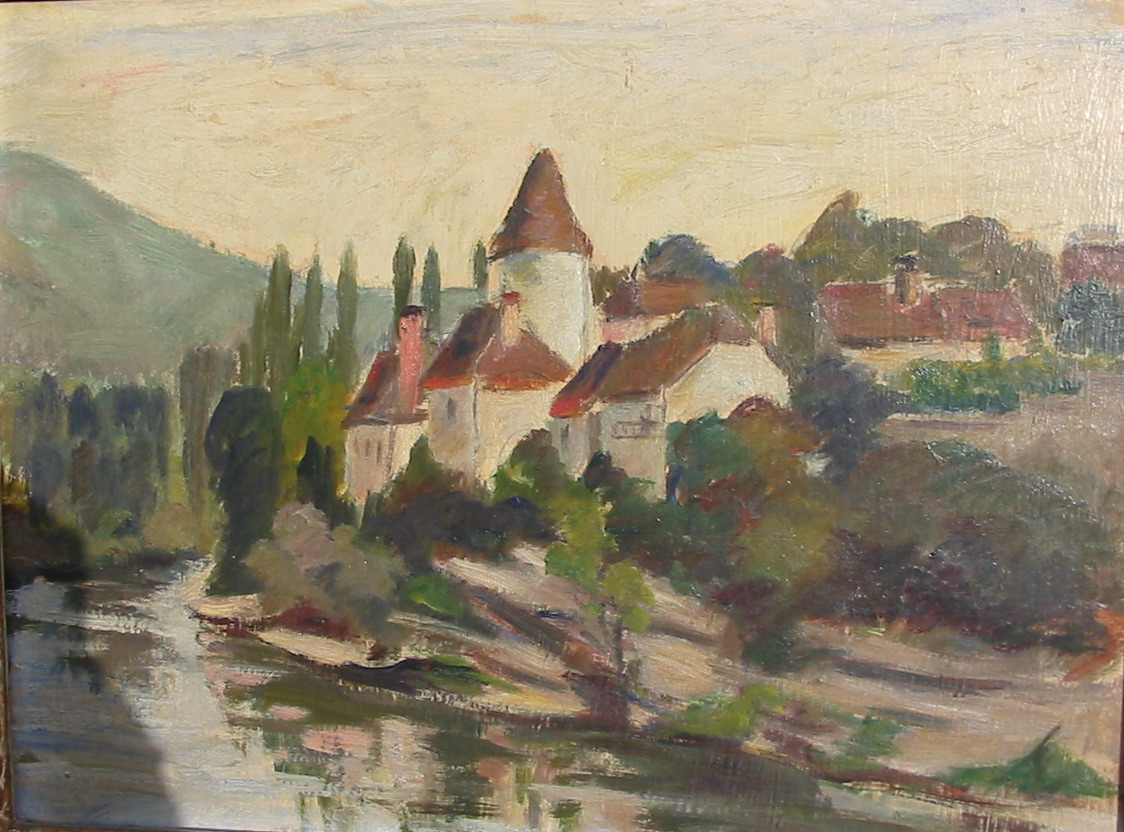
Pueblo de Meyronne - Aceite sobre tela - 1954

## Exposiciones
- Salón de los independientes, a partir de 1927.[2]
- Salón de otoño, de 1929 a 1936.
- Salón de las Tullerias, de 1930 a 1934.
- Exposiciones datadas : Galería Drouant. París, febrero y marzo de 1929
- Exposiciones no datadas : Galería del Versaut, Galería Altarriba, París